# 金浦村 (石川県)
金浦村（かなうらむら）は、かつて石川県河北郡に存在した村。
南北朝時代に「金浦村」、江戸時代に「金浦郷」がこの地に存在し、当村名もこれに由来した。

## 地理
- 現在の金沢市東部に位置し金沢外環状道路が通る。富山県南砺市に隣接している。
- 現在の金沢大学（角間）、奥卯辰山県民公園（若松）、医王山スキー場（小豆沢）、医王の里キャンプ場（小菱池、大菱池）がある。
- 河川：浅野川、金腐川、角間川、浅見川
- 山岳：医王山、戸室山、キゴ山

## 歴史
- 1889年（明治22年）4月1日 - 町村制の施行により、鈴見村、若松村、下田上村、上田上村、角間村、戸室中山村、俵等（たわら）村、新保村、戸室別所村、小豆沢（あずきざわ）村、湯谷原（ゆやがはら）村、折谷村、小菱池（こびしけ）村、大菱池（おびしけ）村、小原村及び魚帰（うおがえり）村の区域をもって、金浦村が発足する[1]。
- 1907年（明治40年）8月10日 - 湯ノ谷村、金浦村及び医王山村が合併して、浅川村が発足する。

## 行政

### 村長
| 代数 | 氏名         | 就任年月日                | 退任年月日               | 備考 |
| ---- | ------------ | ------------------------- | ------------------------ | ---- |
| 1    | 宮崎忠章     | 不明                      | 不明                     |      |
| 2    | 上田善太郎   | 不明                      | 不明                     |      |
| 3    | 本多伊左衛門 | 不明                      | 不明                     |      |
| 4    | 北尾榮太郎   | 不明                      | 不明                     |      |
| 5    | 鈴永雅臣     | 不明                      | 不明                     |      |
| 6    | 堀知勝       | 1902年（明治35年）7月25日 | 1907年（明治40年）8月9日 |      |

## 地域

### 教育
小学校
- 下田上尋常小学校
  - 現在の金沢市立田上小学校。
- 俵等尋常小学校
  - 現在の金沢市立俵小学校[3]。